# Plasmodium ovale
Espèce
Plasmodium ovale est l'une des espèces de parasites causant la malaria tierce (accès de fièvre tous les 2 jours) chez l'homme. On le lie étroitement au Plasmodium falciparum et au Plasmodium vivax qui sont responsables de la plupart des cas de paludisme. Il est moins courant que les deux autres et essentiellement moins dangereux que Plasmodium falciparum (80 % des cas de décès).

## Épidémiologie
P. ovale est très limité. Il est endémique principalement en Afrique de l'Ouest, aux Philippines, en Indonésie orientale, et en Papouasie-Nouvelle-Guinée.

## Symptômes
-Périodes avec frissonnement avec intermittences allant de 2 à 3 jours. 
- Augmentation de volume de la rate (splénomégalie)
- Troubles digestif, diarrhée, et douleurs abdominales 
- Des anémies, peuvent survenir, mais plus tardivement 